# キム・ニューマン
キム・ニューマン（Kim Newman、1959年7月31日 - ）は、イギリスのファンタジー作家、映画批評家、ジャーナリスト。別ペンネームにジャック・ヨーヴィル(Jack Yeovil)。
ロンドンで生まれ、サマセットで育つ。サセックス大学卒。
1985年、『Ghastly Beyond Belief: The Science Fiction and Fantasy Book of Quotations』（ニール・ゲイマンとの共著）及び『Nightmare Movies: A critical history of the horror film, 1968-88』の、2冊のノンフィクション作品でデビュー。
小説家としては、ジャック・ヨーヴィル名義で、1989年の「The Night Mayor」でデビュー。
代表作は、ヴァン・ヘルシング教授に勝利したドラキュラ伯爵が英国を支配しているという架空歴史を描いた「ドラキュラ・シリーズ」。吸血鬼ジュヌヴィエーヴなど、2名義でキャラクターがクロスすることがある。

## 著作リスト

### キム・ニューマン名義
- 「ドラキュラ紀元」Anno Dracula （1992年）のち『ドラキュラ紀元一八八八』（完全版）
- 「ドラキュラ戦記」The Bloody Red Baron (Anno Dracula 1918) （1996年）のち『ドラキュラ紀元一九一八 鮮血の撃墜王』（完全版）
- 「ドラキュラ崩御」Judgement of Tears -Anno Dracula 1959 （1998年）のち『《ドラキュラ紀元一九五九》ドラキュラのチャチャチャ』（完全版）
- 『《ドラキュラ紀元》われはドラキュラ――ジョニー・アルカード』〈上・下〉 Johnny Alucard (2013年)
- 「モリアーティ秘録」Professor Moriarty: The Hound of the D'Urbervilles (2011年)

### ジャック・ヨーヴィル名義
- 「ドラッケンフェルズ」Drachenfels （1989年）
- 「ベルベットビースト」Beasts in Velvet （1991年）
- 「吸血鬼ジュヌヴィエーヴ」Genevieve Undead （1993年）
- 「シルバーネイル」Silver Nails （2002年） - 短篇集
  - 「赤い渇き」Red Thirst
  - 「灰色山脈にもう金はない」No Gold in the Grey Mountains
  - 「もの知らぬ軍勢」The Ignorant Armies
  - 「ウォーホーク」Warhawk
  - 「吸血鬼戦争ふたたび」The Ibby the Fish Factor
- ※上記の4冊は、テーブルトークRPG「ウォーハンマーRPG」のノベライズ作品のシリーズ。

### 邦訳短篇
- 「ドリーマーズ」Dreamers
- 「超人」Übermensch !　（スーパーマンがドイツに落着した世界を描いた架空歴史SF）
- 「テクニカラーのひずみ」Twitch Technicolor
- 「ジャスト・ライク・エディ」Just Like Eddy
- 「バーカー蒐集家」The Man Who Collected Barker
- 「モスクワのモルグにおける死せるアメリクァ人」Amerikanski Dead at the Moscow Morgue
- 「大物」The Big Fish （ジャック・ヨーヴィル名義、クトゥルフ神話）
- 「三時十五分前」A Quarter to Three　（クトゥルフ神話）

## 関連事項
- 吸血鬼
- ドラキュラ伯爵
- パラレルワールド
- ウォーハンマーRPG